# Philotrox
Philotrox es un género extinto de mamífero omnívoro (similar a un perro) de la familia de los Canidae que vivió en América del Norte durante el Oligoceno hace entre  30.8—26.3 millones de años.

## Taxonomía
Philotrox fue nombrado por  Merriam (1906). Su tipo es Philotrox condon . Fue asignado a Canidae por Merriam (1906) y Carroll (1988). Solo contiene una especie, Philotrox condoni.

## Morfología
Legendre y Roth examinaron dos especímenes para averiguar su masa corporal. Se estimó que el primer espécimen pesaba 14,6 kg (32,2 lb). Se estimó que el segundo espécimen pesaba 13,6 kg (30,0 lb).